# 松岡洋子 (声優)
松岡 洋子（まつおか ようこ、1954年10月20日 - ）は、日本の声優、女優。東京都出身。81プロデュース所属。

## 経歴

### 生い立ち
松岡の父は男の子が欲しかったが、女の子だったためガックリきて、「こいつは男の子みたいに育てるんだ」と決意し、松岡を「松岡家の長男」として育てあげていったという。小学校入学までは、頭は男の子のように刈り上げ、スカートは履かせてもらえずズボンを履き、男の子の遊びを教えられていた。当時のニックネームは「ボクちゃん」で、出生時からその調子だったためだんだんその気になり、近所の人物から「洋子ちゃんは男の子?女の子?」とからかわれた際には、大真面目に「ボク、男の子!」と得意になって答えていた。そのため、当時はおままごとといった類の遊びとは無縁だったという。それが後述のクプクプ少年役に配役されることにも繋がったという。
幼少期から札つきの何とかで、警察沙汰もしょっちゅうあったという。ヨチヨチ歩きのころから、朝に家を飛び出すと夜まで帰ってこなかったこともあった。当時は東京都港区青山に住んでいたが、遊び場の青山墓地で一度迷ってしまい、朝から夜10時ぐらいまで、1人でぐるぐる歩きまわっていたという。親は真っ青になり、警察に捜索願いを出すなど大騒ぎであったという。
子供の頃から人なつっこくて、誰にもトコトコついていく子供だったため、誘拐騒ぎも一度あった。ある時、家族全員で明治神宮外苑に出かけたところ、偶然ロケ隊に出会い、それを見物していた。元々チョコマカしているほうだったことから、1人両親から離れ、人並みをくぐって前へ出ようとしていたところ、知らない男が「ボク、見えないんなら肩車してあげるよ」と言われ、「ウン」と肩に乗っていたところ、しばらくしてその男がロケ隊を離れ、トコトコ外苑通りを歩き出していた。なんの不審も抱かず、肩車でいい気持ちだったが、両親の方は松岡がいないことに気づいて大騒ぎになり、大声で探しはじめていた。500メートルぐらい離れていたが、両親の声が偶然耳に入り、無邪気に「ハーイ」と答えると、その男は慌てて松岡を降ろし、走って逃げ出した。その時ちゃんと誘惑されていたら、大金持ちの家でお嬢さんとして育てられたりして、と冗談めかして語っている。
小学校の頃から習い事が好きであり、合唱団等に入っていたが、当時は運動が好きでオリンピック選手志望で、「絶対、なんかの種目でオリンピックに出るんだ」と思っていたという。
中学ぐらいから、ピアノや声楽を習っていた関係上、漠然と音楽関係に進もうと考えていたが、当時住んでいた東京都港区青山から東村山市に転居し、高校3年生のギリギリまで進学するつもりだった。

### キャリア
東京音楽学院のスクールメイツに入り、芸能界に入った経験があった。
本格的には活動するきっかけは都心から西武線に乗り、落合駅で見つけた俳協養成所の募集の看板を何回か見ているうちに「お芝居かなんかかじってみようかな」「面白そうだな」と考えて、明星高等学校卒業前後で同養成所の1期生として入所。同期によこざわけい子がいる。
たくさんの生徒の中から選ばれ、第一回俳協制作のミュージカルドラマ北杜夫原作『船乗りクプクプの冒険』の主役、クプクプ少年役に当てられ、全国を巡演することになり、主役の少年役にすることに誰からも反対意見は出なかったという。
当初は舞台女優として活動していたが、1977年の『若草のシャルロット』以降は声優業を中心に活動。一時、俳協ミュージカルのステージの仕事が多くなったり、テレビドラマに出演しており、アニメの仕事に集中できない時期もあったという。初レギュラーは1978年の『おれは鉄兵』の小畑役。この時、スタジオで鉄兵役の野沢雅子からコマゴマと親切に指導してくれたという。このことがとても倖せだったといい、1981年時点では野沢を誰よりも尊敬しているという。初主演は1979年の『まんが猿飛佐助』の佐助役となる。
以前は東京俳優生活協同組合に所属していた。
1996年から1998年まで放送された『ゲゲゲの鬼太郎（第4作）』にて、鬼太郎を演じた。同作品のテレビアニメにおいては3代目の鬼太郎。役が決まったのはオーディションで、マネージャーが「松岡洋子だけはどうしてもやらせてくれ」と千方に言っていた。それ以前は作品の名前は知っていたが見たことはなかったといい、収録に入る前は前の声優に引っ張られるのも嫌で自分なりの鬼太郎をやりたかったため過去作品はチラッと見るだけだったという。2008年12月20日に公開された『劇場版 ゲゲゲの鬼太郎 日本爆裂!!』の同時公開の『ゲゲゲまつりだ!!五大鬼太郎』でも第4作の鬼太郎を演じ、過去に鬼太郎を演じた野沢雅子（第1作・第2作）と戸田恵子（第3作）、公開当時放送されていた第5作で鬼太郎を演じた高山みなみと共演し、「『歴代の役者が集まってできたらいいな』とつねづね思っていたので話がきたときには鳥肌が立ち、一緒にやれてうれしかった」と語っている。

## 人物・特色
声種はアルト。
声優としては、アニメ、外画吹き替えを中心に活躍している。
演じる役柄は元気な少年、内向的な嫌味な少年など色々なタイプを演じ分けている。1981年のインタビューでは、声の仕事に関しては男の子役ばかりで、女の子役はほとんど演じていなかったという。一度オーディションで一緒に受けた参加者が「次、女の子の声やってみようか」と言われていたため、「私も当然受けられる」と思いやろうとしたところ「君はやらなくていい」と言われてしまったという。ただし、男の子のキャラクターのほうがスッと入っていけるため演じやすいという。子供の頃から男の子のように育ったことから、女の子の数人グループは生理的に受け付けず、男の子の心理のほうがよくわかっていたという。色っぽさにも挑戦しており、子供の頃から少し髪を伸ばしてもすぐ切られていたが、初めて長髪に伸ばしたという。また東京都新宿区下落合の俳協のレッスン場で、レオタード姿でジャズダンスを激しく情熱的に踊ったり、浴衣姿でしなやかに色っぽく日本舞踊を踊っていたという。1990年のインタビューでは、色っぽい女性役も演じるようになったという。
『戦国魔神ゴーショーグン』では真田ケン太役を演じていたが、あちこちイベントに行っていたことから印象に残っていたという。
『魔動王グランゾート』では遥大地役を演じており、オーディションでも初めから同役で受けていたという。放送時の5時半に甥と一緒にオンエアを見ていたところ、生で声を当てていると思っていた様子で、キョトンとした顔で「おばちゃん、今日お仕事は?」と聞かれた。「これは録音なのよ」と説明しても、あまりわかっていないようだったという。
趣味・特技はジャズダンス、タップダンス、日本舞踊。
家族に妹がいる。

## 出演
太字はメインキャラクター。

### テレビアニメ
1974年
- 昆虫物語 新みなしごハッチ（デン太）
- 新造人間キャシャーン

1975年
- アンデス少年ペペロの冒険（アステコの弟）

1977年
- あしたへアタック!（福原）
- 一発貫太くん（相手チームA、部員A）
- ポールのミラクル大作戦（子供）
- ヤッターマン（男の子A）
- 若草のシャルロット（ジム）

1978年
- 一球さん（文六）
- おれは鉄兵（小畑）
- ペリーヌ物語（子供 他）
- 星の王子さま プチ・プランス（ジョゼッペ、ピート）
- 無敵鋼人ダイターン3（1978年 - 1979年、ソルジャーA、女騎士A）

1979年
- 機動戦士ガンダム（タチ、ミリー、子供A）
- ザ☆ウルトラマン（少年たち）
- ゼンダマン（アンドレア）
- まんが猿飛佐助（1979年 - 1980年、佐助）

1980年
- こぐまのミーシャ（ゴリ）
- スーキャット（ミミ）
- 鉄腕アトム（第2作）（大目玉男、少年C）
- 伝説巨神イデオン（子供A）
- ドラえもん（テレビ朝日版第1期）（1980年 - 1991年、ジャック 他）
- トム・ソーヤーの冒険（チャーリー、町の人）

1981年
- 愛の学校クオレ物語（アントニオ）
- 怪物くん
- 新・ど根性ガエル
- 戦国魔神ゴーショーグン（真田ケン太）
- 太陽の牙ダグラム（事務員）
- ダッシュ勝平（1981年 - 1982年、女子マネージャー、藤堂、涙川）
- まいっちんぐマチコ先生（ゲン吉〈初代〉）
- まんが 水戸黄門（1981年 - 1982年、捨丸）
- 名犬ジョリィ（マリア）
- ヤットデタマン（ワットソン、カッパの子供、牛若丸）

1982年
- 愛の戦士レインボーマン
- おちゃめ神物語コロコロポロン（タンタロス）
- 科学救助隊テクノボイジャー（ダニー、タケシ）
- 逆転イッパツマン（孝）
- ゲームセンターあらし（客A、子供D、侍女、少年A）
- 忍者マン一平（亀の丞）
- パタリロ!（季春英）
- 野生のさけび

1984年
- OKAWARI-BOY スターザンS（ペンタ、旅人E,T）

1988年
- シティーハンター2（圭子）
- それいけ!アンパンマン（1988年 - 1993年、ふくめんの人〈ばいきんまん〉、ドド、ナマ吉〈初代〉、てんどん母さん〈2代目〉、赤えのぐぼうや、ポストくん、ハニー〈2代目〉、ミシンさん、サンチョ・パンダ）
- 超音戦士ボーグマン（フェルミナ、林まりも、ユウイチ）
- のらくろクン（武田信玄）
- ビックリマン（クリスタル天子、クリスタル幻神）
- 燃える!お兄さん（国宝憲二）

1989年
- 青いブリンク（シャラク王子、ルカス）
- エスパー魔美（保母）
- 美味しんぼ（ジャルー夫人、広田昭子）
- 昆虫物語 みなしごハッチ（1989年 - 1990年、デン太、ランド、ライズ、チン太、シーマ、ゴンタ、マイム）
- ジャングルブック・少年モーグリ（1989年 - 1990年、アクル）
- 魔動王グランゾート（1989年 - 1990年、遥大地）
- ミスター味っ子（ユウタ / 味の又三郎）
- YAWARA!（1989年 - 1992年、かおり、羽衣の妻）
- 魔法使いサリー（1989年）（1990年 - 1991年、イベール、チキ）

1990年
- NG騎士ラムネ&40（オニタ）
- ピグマリオ（シルヴァーナ）
- まじかるハット（ドグオ）

1991年
- おちゃめなふたご クレア学院物語（リタ・ジョーンズ）
- おばけのホーリー（ケットルン、レンジマル）
- キン肉マン キン肉星王位争奪編（1991年 - 1992年、キン肉王妃、コニタ）
- トラップ一家物語（トーマス、ヴェルナー）
- どろろんぱっ!（イリーナ）
- 新世紀GPXサイバーフォーミュラ（カール・リヒター・フォン・ランドル）
- ハイスクールミステリー学園七不思議（清美の母）
- 笑ゥせぇるすまん（柿田アゲル）

1992年
- 大草原の小さな天使 ブッシュベイビー（ミッキー・ビル）
- 美少女戦士セーラームーン / S（1992年 - 1994年、妖魔イグアーラ、オウソージ、う・ンドーカイ） - 2シリーズ
- フランダースの犬 ぼくのパトラッシュ（主婦C）
- 炎の闘球児 ドッジ弾平（白土光）

1994年
- おまかせスクラッパーズ（宇田宙介）
- ハックルベリー・フィン物語（ハックルベリー・フィン）

1995年
- クレヨンしんちゃん（お竜）

1996年
- ゲゲゲの鬼太郎（第4作）（1996年 - 1998年、鬼太郎）
- 名探偵コナン（1996年 - 2019年、橘真夜、稲葉和代、柴田恭子、有沢悠子、水谷明子）

1998年
- 太陽の子エステバン（BS版）（インディオの女）
- 超速スピナー（瞬一の母親）
- ひみつのアッコちゃん（第3期）（ガンモの母）

1999年
- イソップワールド（いちじく、サンマオ）
- バーバパパ世界をまわる（バーバズー）
- ONE PIECE（1999年 - 2025年、アルビダ）

2000年
- GEAR戦士電童（2000年 - 2001年、出雲銀河）
- ゾイド -ZOIDS-（母親）
- とっとこハム太郎（2000年 - 2004年、山野里実、キムラくんの母） - 2シリーズ

2001年
- 激闘!クラッシュギアTURBO（ハインリッヒ・ガンク）
- デジモンテイマーズ（カーリー）
- ヒカルの碁（越智康介）

2002年
- 七人のナナ（古都中校長）
- も〜っと!おジャ魔女どれみ / ドッカ〜ン!（マジョバニラ） - 2シリーズ

2003年
- 明日のナージャ（ザビーの母）
- カレイドスター（シェリル・ロビンス）
- 満月をさがして（英知の祖母〈老婆〉）

2004年
- 金色のガッシュベル!!（パムーン）

2005年
- ふたりはプリキュア Max Heart（植田さんの妻）
- 舞-乙HiME（マリア・グレイスバート）

2006年
- ザ・サード 〜蒼い瞳の少女〜（イングリット、管制室オペレーター1、自動歩兵）
- ぜんまいざむらい（なめざえもんママ、小豆丸、ネズミ、赤ちゃんのママ 他）
- 出ましたっ!パワパフガールズZ（丈）

2007年
- 風の少女エミリー（ルース）
- 金田一少年の事件簿SP（二神育子）
- D.Gray-man（フランカ）
- 天保異聞 妖奇士（徳）

2008年
- ゴルゴ13（ペギー）

2009年
- 鋼の錬金術師 FULLMETAL ALCHEMIST（2009年 - 2010年、マダム・クリスマス、駅員）

2010年
- ひめチェン!おとぎちっくアイドル リルぷりっ（おトミ）
- ポケットモンスター ダイヤモンド&パール（キクノ）

2011年
- UN-GO（佐々糸路）
- 世界一初恋2（律の母）

2012年
- ONE PIECE エピソードオブルフィ 〜ハンドアイランドの冒険〜（アルビダ）

2013年
- たまゆら〜もあぐれっしぶ〜（夕子）
- 団地ともお（小松）
- ドキドキ!プリキュア（メラン）

2017年
- Spiritpact（祖母）
- 笑ゥせぇるすまんNEW（優男の母）

### 劇場アニメ
1982年
- 戦国魔神ゴーショーグン（真田ケン太）
- 浮浪雲（悪童）
- 忍者ハットリくん ニンニン忍法絵日記の巻（友だち）

1988年
- はれときどきぶた

1989年
- ドラえもん のび太の日本誕生（ククル）

1990年
- 愛と剣のキャメロット まんが家マリナ タイムスリップ事件（コロン）
- 海だ!船出だ!にこにこぷん（めだるま）
- ドラえもん のび太とアニマル惑星（豚の少年）

1991年
- それいけ!アンパンマン ドキンちゃんのドキドキカレンダー（ハニー）

1993年
- みいちゃんのてのひら（昭代）

1994年
- どすこい!わんぱく土俵（大野勝治）

1996年
- ゲゲゲの鬼太郎 大海獣（鬼太郎）

1997年
- ゲゲゲの鬼太郎 おばけナイター（鬼太郎）
- ゲゲゲの鬼太郎 妖怪特急! まぼろしの汽車（鬼太郎）

2005年
- 映画 ふたりはプリキュア Max Heart（スクエア）

2008年
- ゲゲゲまつりだ!!五大鬼太郎（四期鬼太郎）

2010年
- マルドゥック・スクランブル 圧縮（裁判長）

2019年
- ONE PIECE STAMPEDE（アルビダ）

### OVA
1988年
- 小助さま力丸さま -コンペイ島の竜-（小助）

1989年
- 超人ロック ロードレオン（レオン〈少年時代〉）
- 燃える!お兄さん（国宝憲二、人魚）

1990年
- A.D.POLICE（ジーナ・マルソ）
- ソル・ビアンカ（1990年 - 1991年、フェブ）
- トミカ未来緊急隊アースコマンダー（タカシ）
- はないちもんめ（高田ひろし）
- 魔動王グランゾート 最後のマジカル大戦（遥大地）
- 緑野原迷宮

1991年
- 江口寿史の寿五郎ショウ（ラルフ）

1992年
- 新世紀GPXサイバーフォーミュラ グラフィティ（カール・リヒター・フォン・ランドル）
- 新世紀GPXサイバーフォーミュラ11（1992年 - 1993年、カール・リヒター・フォン・ランドル）
- 魔動王グランゾート 冒険編（大地）

1994年
- コズミック・ファンタジー 銀河女豹の罠（マザー）
- 新世紀GPXサイバーフォーミュラZERO（1994年 - 1995年、カール・リヒター・フォン・ランドル）
- 装甲騎兵ボトムズ 赫奕たる異端（テイタニア・ダ・モンテウェルズ）

1996年
- 新世紀GPXサイバーフォーミュラ EARLYDAYS RENEWAL（カール・リヒター・フォン・ランドル）
- 新世紀GPXサイバーフォーミュラSAGA（1996年 - 1997年、カール・リヒター・フォン・ランドル）

1999年
- サイキックフォース（バーンの母）

2000年
- 新世紀GPXサイバーフォーミュラSIN（カール・リヒター・フォン・ランドル）

2006年
- 舞-乙HiME Zwei（マリア・グレイスバート）

2008年
- 舞-乙HiME 0〜S.ifr〜（マリア・グレイスバート）

2009年
- 珍遊記 -太郎とゆかいな仲間たち-（玄じょう〈変身前〉）

2011年
- 装甲騎兵ボトムズ 孤影再び（テイタニア・ダ・モンテウェルズ）

### Webアニメ
- 美少女戦士セーラームーンCrystal（2014年、クイン・メタリア）

### ゲーム
1990年
- コズミック・ファンタジー 冒険少年ユウ（マザー、炎のジル、アムル）
- ソル・ビアンカ（フェブ）

1992年
- コズミック・ファンタジー ストーリーズ（マザー、炎のジル、アムル）

1993年
- コズミック・ファンタジー3 冒険少年レイ（マザー）
- コズミック・ファンタジー ビジュアル集（マザー）

1994年
- コズミック・ファンタジー4 銀河少年伝説 突入編 伝説へのプレリュード（マザー、ニンブ、ミラン王子）
- コズミック・ファンタジー4 銀河少年伝説 激闘編 光の宇宙の中で…（マザー）
- プリンセス・ミネルバ（ダイナスター）※PCエンジン版

1997年
- ゲゲゲの鬼太郎（鬼太郎）

1999年
- 新世紀GPXサイバーフォーミュラ 新たなる挑戦者（カール・リヒター・フォン・ランドル）

2001年
- From TV animation ONE PIECE グランドバトル!（アルビダ）
- ONE PIECE とびだせ海賊団!（アルビダ）

2002年
- ヒカルの碁2（越智康介）
- ヒカルの碁 院生頂上決戦（越智康介）
- From TV animation ONE PIECE グランドバトル!2（アルビダ）
- From TV animation ONE PIECE トレジャーバトル!（アルビダ）

2003年
- SUNRISE WORLD WAR Fromサンライズ英雄譚（銀河）
- 第2次スーパーロボット大戦α（真田ケン太）

2004年
- 金色のガッシュベル!! 激闘!最強の魔物達（パムーン）
- スーパーロボット大戦MX（出雲銀河）
- ONE PIECE ランドランド!（アルビダ）

2005年
- 新世紀勇者大戦（那由他りん）
- スーパーロボット大戦MX ポータブル（出雲銀河）

2008年
- 新世紀GPXサイバーフォーミュラ VS（カール・リヒター・フォン・ランドル）

2011年
- ONE PIECE ワンピーベリーマッチIC（アルビダ）

2014年
- 第3次スーパーロボット大戦Z 時獄篇（テイタニア・ダ・モンテ＝ウェルズ）
- ONE PIECE ワンピースキングス（アルビダ）

2015年
- 第3次スーパーロボット大戦Z 天獄篇（テイタニア・ダ・モンテ＝ウェルズ）
- ポポロクロイス牧場物語（メイロン）
- ワンピース 海賊無双3（アルビダ）

2018年
- モンスターストライク（クイン・メタリア）

2019年
- 金色のガッシュベル!! Golden Memories（パムーン）

2021年
- スーパーロボット大戦DD（2021年 - 2025年、遥大地）

### ドラマCD
- コズミック・ファンタジー外伝 銀河商人の罠（マザー）
- 新世紀GPXサイバーフォーミュラシリーズ（カール・リヒター・フォン・ランドル）
  - 新世紀GPXサイバーフォーミュラ ROUND1 サイバー・デート大作戦! ※カセット
  - 新世紀GPXサイバーフォーミュラ ROUND2 愛と哀しみの誕生日! ※カセット
  - 新世紀GPXサイバーフォーミュラ ROUND3 カップルレースだ!大混戦!! ※カセット
  - 新世紀GPXサイバーフォーミュラ ROUND5 魔法のときめき少女ミラクルあすかちゅあん ※カセット
  - 新世紀GPXサイバーフォーミュラ PICTURELAND1 風にのせて
  - 新世紀GPXサイバーフォーミュラ PICTURELAND2 白銀の対決
  - 新世紀GPXサイバーフォーミュラSAGA ROUND3 トラップ・オブ・ケルベロス
  - 新世紀GPXサイバーフォーミュラSAGA ROUND4 I WILL BE BACK
  - 新世紀GPXサイバーフォーミュラSAGA ROUND5 SAKURA
  - 新世紀GPXサイバーフォーミュラ SAGAII ROUND1 真実の一瞬
  - 新世紀GPXサイバーフォーミュラ SAGAII ROUND3 鋼鉄のマイスタージンガー
- 魔動王グランゾート（遥大地）※カセット
- ドラマCD TVアニメーション「Devil May Cry」Vol.2（フォスター）

### CD
- ゲゲゲの鬼太郎（第4作）音楽CD（鬼太郎）
  - 鬼太郎行進曲
  - ゲゲゲの音頭
- 忍者マン一平（アニメソング・アルティメットBOXI -昭和篇-〈6枚組〉）
  - 【OP】あつまれ!ゆかいな忍者たち
  - 【ED】はいやー!一平GO&GO

### 吹き替え

#### 担当女優
ダイアン・キートン
- クーパー家の晩餐会（シャーロット）
- 恋とニュースのつくり方（コリーン・ペック）
- 恋愛適齢期（エリカ・バリー）

#### 映画
- ウォール街
- キューティ・ブロンド（ウィンダム・ヴァンダーマーク夫人〈ラクエル・ウェルチ〉）※DVD版
- グレムリン2 新・種・誕・生 ※ソフト版、テレビ朝日版
- ザ・コア（スティックリー）
- ドクター
- スーパーコップ90（ローラ・デミング〈セーラ・ウォード〉）※テレビ東京版
- ダディ〜父親・決断の瞬間〜（ベン〈ベン・アフレック〉）※テレビ東京版
- ドリームスケープ（ジェーン・デヴリーズ博士〈ケイト・キャプショー〉）※テレビ東京版（HDニューマスター版BD・DVD収録）
- ネバーエンディング・ストーリー 第2章
- バートン・フィンク
- はじまりは5つ星ホテルから（イレーネ〈マルゲリータ・ブイ〉）
- ブルドッグ
- ベイブ ※NHK版
- ヘラクレス 選ばれし勇者の伝説（アルクメネ〈エリザベス・パーキンス〉）
- ベン・ハー（エスター）※1990年日本テレビ版
- ホートン/ふしぎな世界のダレダーレ
- 僕のワンダフル・ライフ（大人のハンナ〈ペギー・リプトン〉[46]）
  - 僕のワンダフル・ジャーニー（ハンナ〈マーグ・ヘルゲンバーガー〉[47]）
- マーサの幸せレシピ
- マグダレーナ/美しき娼婦
- リップスティック
- 霊-リョン-（ジウォンの母〈キム・ヘスク〉）
- 幽幻道士 / 幽幻道士2（チビトラ〈張台生〉）
- ネメシス/S.T.X（キャスリン・ジェインウェイ提督〈ケイト・マルグルー〉）
- 路上のソリスト（ジェニファー・エアーズ・ムーア〈リサ・ゲイ・ハミルトン〉）

#### ドラマ
- ER緊急救命室
  - シーズン5（アマンダ・リー〈メア・ウィニンガム〉）
  - シーズン11 #11（キティー・パイザー〈マリサ・メイトロン〉）
  - シーズン12（グロリア・ガラント〈シェリル・リー・ラルフ〉）
- キャッスル 〜ミステリー作家は事件がお好き（ショウ捜査官〈ダナ・デラニー〉）
- 救命医ハンク セレブ診療ファイル（ルーシー・エヴェレット）
- 女王ヴィクトリア 愛に生きる（ポートマン夫人〈アンナ・ウィルソン・ジョーンズ〉）
- スタートレック:ヴォイジャー（キャスリン・ジェインウェイ艦長〈ケイト・マルグルー〉）
- ツイン・ピークス（ノーマ・ジェニングス〈ペギー・リプトン〉）
  - ツイン・ピークス The Return
- バフィー 〜恋する十字架〜（ジョイス・サマーズ〈クリスティン・サザーランド〉）
- 弁護士ペリーメイスン
- ミス・マープル
- ONE PIECE（アルビダ〈イリア・イソレリス・パウリノ〉[48]）

#### アニメ
- X-MEN（テレビ東京版）（女性アナウンサー）
- カーズ・オン・ザ・ロード（スピード・デーモン）
- スヌーピーとチャーリーブラウン（チャーリー・ブラウン）
- タンタンの冒険
- ターザン（モリー・ドイル先生）
- テイルスピン（キット・クラウドキッカー）
- ナイトメアー・ビフォア・クリスマス（ウィッチズ、ニュースキャスター）
- ボルト（ペニーのママ）

#### 人形劇
- フラグルロック

### テレビドラマ
- 高原へいらっしゃい
- 連続テレビ小説 マッサン（ナレーション、ローズマリー〈エリーの母〉の吹き替え）

### テレビ番組
- いち・に・はーい（アヒルの声）
- NHKとっておきサンデー → どーも、NHK（ナレーション）
- 天才てれびくん（ナレーション）
- びっくりか（メチャモンの声）
- ひとりでできるもん!（アポタンズ・ポポ[9]）
- フルーツサンデー（ジャムの声）
- マテマティカ（ナレーション）
- ロボット8ちゃん（8ちゃんの声〈2代目〉）
- わかる国語 読み書きのツボ（ツボくんの声、ナレーション）

### 人形劇
- こどもにんぎょう劇場
  - 「はなさかじいさん」（ナレーション）
  - 「かたあしだちょうのエルフ」
  - 「大工と鬼六」
  - 「たのきゅう」
  - 「とらねことおしょうさん」
  - 「てんぐのかくれみの」（ナレーション）
- 人形歴史スペクタクル 平家物語

### ラジオ
- NHKワールド・ラジオ日本 お楽しみワイド
- NHKラジオ.AM4:05〜.ラジオ深夜便 時代を創った声

### 舞台
- 雨（おたか）
- 安寿と厨子王（母）
- おかしな二人
- 地獄のオルフェ
- 杜子春（小蘭）
- 飛べ!京浜ドラキュラ
- 走れメロス（セレーネ）
- はっけよいぺれったぺれった
- 船乗りクプクプの冒険
- リリオム（ユリ）
- わが町（エミリー）
- 梅沢劇団客演

### その他コンテンツ
- ETV特集「日本と朝鮮半島2千年」（2009年、声の出演）
- ゲゲゲの鬼太郎 〜鬼太郎の幽霊電車〜（鬼太郎[49]）
- 新・漢詩紀行（ナレーター）
- 積水ハウス（バーバズー）
- タカラ グランゾート魔動コレクション（CMナレーション）
- レンズはさぐる